# Andrei Anatoljewitsch Kirjuchin
Andrei Anatoljewitsch Kirjuchin (russisch Андрей Анатольевич Кирюхин; englische Transkription: Andrei Anatolyevich Kiryukhin; * 4. August 1987 in Jaroslawl, Russische SFSR; † 7. September 2011 in Tunoschna bei Jaroslawl) war ein russischer Eishockeyspieler, der während seiner Karriere unter anderem für Lokomotive Jaroslawl in der Kontinentalen Hockey-Liga spielte.

## Karriere
Andrei Kirjuchin durchlief die Juniorenabteilung von Lokomotive Jaroslawl. Für die zweite Mannschaft in der dritten russischen Liga kam er erstmals im Verlauf der Saison 2003/04 zum Einsatz. In der darauffolgenden Spielzeit gelang ihm der Durchbruch in der dritthöchsten Spielklasse, als der Stürmer in 51 Spielen 40 Punkte erzielte und den zehnten Rang in der Scorerliste belegte. Im Verlauf der Saison 2005/06 debütierte Kirjuchin für die Profimannschaft von Lokomotive Jaroslawl in der russischen Superliga. Dabei gelang ihm der Durchbruch vorerst nicht, sodass der Russe wieder überwiegend in der zweiten Mannschaft zum Einsatz kam. Es dauerte noch rund eine Saison, bevor er seinen ersten Torerfolg in der russischen Superliga verbuchte.
Zur Saison 2007/08 folgte ein Engagement beim Zweitligisten HK Belgorod. Nach einer Spielzeit entschied er sich den Verein zu verlassen und heuerte beim Ligakonkurrenten Kapitan Stupino an. Hier schaffte der Angreifer auch den Durchbruch in der zweithöchsten russischen Liga. Die Saison beendete er auf dem ersten Platz der teaminternen Scorerliste; ligaweit belegte er mit 54 Punkten in 64 Spielen der Hauptrunde Platz sechs. Zur Saison 2009/10 wurde er von seinem Jugendverein Lokomotive Jaroslawl zurückgeholt. Ab sofort war der Russe ein fester Bestandteil im KHL-Kader und erreichte in der Spielzeit 2010/11 die Marke von 25 Punkten in der Hauptrunde.
Kirjuchin kam am 7. September 2011 bei einem Flugzeugabsturz bei Jaroslawl ums Leben.

### International
Für Russland nahm Kirjuchin an der U20-Junioren-Weltmeisterschaft 2007 teil. In sechs Partien steuerte der Stürmer drei Torvorlagen zum Silbermedaillengewinn der russischen Auswahl bei.

## Erfolge und Auszeichnungen
- 2007 Silbermedaille bei der U20-Junioren-Weltmeisterschaft